# Rare Bird
Rare Bird byla hudební skupina hrající progresivní rock v letech 1969 až 1974.

## Členové skupiny
- Graham Field – hamondovy varhany
- Dave Kaffinetti – klávesy, piano
- Steve Gould – basa, zpěv
- Mark Ashton – bicí

Později:
- Andy 'Ced' Curtis – el. kytara
- Fred Kelly – bicí, perkuse
- Paul Karas – basa, zpěv
- Nic Potter – basa

## Diskografie
- 1969 – Rare Bird
- 1970 – As Your Mind Flies By
- 1972 – Epic Forest
- 1973 – Somebody's Watching
- 1974 – Born Again

- 1976 – Sympathy (Blue Plate 1976)
- 1977 – Polydor Special
- 2003 – Third Time Around: An Introduction To Rare Bird